# NGC 2681
NGC 2681 é uma galáxia espiral barrada (SB0-a) localizada na direcção da constelação de Ursa Major. Possui uma declinação de +51° 18' 47" e uma ascensão recta de 8 horas, 53 minutos e 32,5 segundos.
A galáxia NGC 2681 foi descoberta em 17 de Março de 1790 por William Herschel.